# Daimajin Gyakushū
Daimajin Gyakushū (japanisch 大魔神逆襲, dt. „Daimajin (‚der große Dämon‘) kehrt zurück“, Alternativtitel: Daimajin – Frankensteins Monster nimmt Rache) ist ein japanischer Fantasyfilm aus dem Jahr 1966. Er handelt von Dai Majin, einem mythischen Riesen aus Stein und wurde in Japan am 10. Dezember 1966 uraufgeführt.
Im selben Jahr (1966) entstanden parallel die Vorgängerfilme Daimajin (Japanische Uraufführung: 17. April 1966) und Daimajin Ikaru (Japanische Uraufführung: 13. August 1966).

## Handlung
Nahe dem Berg, auf dem die steinerne Statue des Kriegsgottes Dai-Majin haust, werden die Menschen vom Tyrannen Arakawa in Zwangsarbeit gezwungen, ihm eine Festung zu errichten. Nicht mehr benötigten Arbeitern steht der Sturz in eine Schwefelgrube bevor.
Vier Kinder – Tsurukichi, Daisaku, Kinta und Sugimatsu –, deren Väter zu den Zwangsarbeitern gehören, passieren auf ihrem Weg den Berg des Kriegsgottes und erweisen der Statue durch Anbetung ihren Respekt. Die Kinder werden von einer Steinlawine getötet, erwachen aber durch einen magischen Wind wieder zum Leben; eines der Kinder wird von Dai-Majin ein weiteres Mal wieder zum Leben erweckt, als es sich freiwillig von einem Felsen stürzt, um durch sein Opfer den Kriegsgott um Hilfe für die von Arakawa unterworfenen Menschen zu bitten.
Aus Ärger darüber, dass Arakawa und seine Gefolgsleute Dai-Majin ihren Respekt verweigern, fängt der Kriegsgott an zu wüten und tötet seine Widersacher. Arakawa stirbt durch ein Schwert und stürzt in die Schwefelgrube, die für die Zwangsarbeiter vorgesehen war.